# گمینا چارنکوو
گمینا چارنکوو (به لهستانی:  Gmina Czarnków) یک گمینا در لهستان است که در شهرستان چارنکوو-تژچیانکا واقع شده‌است. گمینا چارنکوو ۳۴۷٫۷۸ کیلومتر مربع مساحت و ۱۰٬۸۸۷ نفر جمعیت دارد.